# Cassephyra cyanosticta
Cassephyra cyanosticta là một loài bướm đêm trong họ Geometridae.

## Hình ảnh

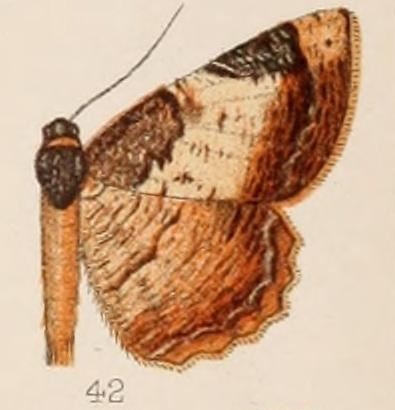